# 郭友中
郭友中（1934年10月—），男，浙江杭州人，中国数学家、政治人物，曾任武汉市人民政府副市长，武汉市政协副主席，中国工业与应用数学学会副理事长。